# Trinotoperla inopinata
Trinotoperla inopinata är en bäcksländeart som beskrevs av Hynes 1982. Trinotoperla inopinata ingår i släktet Trinotoperla och familjen Gripopterygidae. Inga underarter finns listade i Catalogue of Life.